# DDR-Sonderliga 1984/85 (Badminton)
Die DDR-Sonderliga im Badminton war in der Saison 1984/85 die höchste Mannschaftsspielklasse der in der DDR Federball genannten Sportart. Es war die 26. Austragung dieser Mannschaftsmeisterschaft.

## Endstand
| Platz | Mannschaft |
| ----- | --- |
| 1.    | Einheit Greifswald (Edgar Michalowski, Erfried Michalowsky, Norbert Michalowsky, Thomas Mundt, Birgit Kämmer)                                       |
| 2.    | HSG Lok HfV Dresden (Andreas Benz, Michael Huber, Claus Cassens, Joachim Völker, Monika Cassens, Dagmar Friedrich)                                  |
| 3.    | Fortschritt Tröbitz (Frank-Thomas Seyfarth, Jens Scheithauer, Joachim Schimpke, Thomas Dittrich, Harald Richter, Petra Schubert, Christine Maertin) |
| 4.    | EBT Berlin (Kai Abraham, Dirk Hickl, Jürgen Müller, Detlef Sprenger, Petra Tobien, Heike Hähnlein)                                                  |